# La múcura
La múcura (span. für Der Tonkrug) ist ein von dem Kolumbianer Crescencio Salcedo (1913–1976) komponiertes Lied, zu dem sein Landsmann Antonio „Toño“ Fuentes (1907–1985) den Text schrieb und das erstmals 1949 in der Version der „Trovadores de Barú con el Trio Nacional“ veröffentlicht wurde.

## Inhalt
Das Lied berichtet von einer jungen Frau, die einen mit Wasser gefüllten Tonkrug transportieren soll, damit aber überfordert ist: 
„La múcura está en el suelo, ay mamá no puedo con ella. Me la llevo a la cabeza, ay mamá no puedo con ella“ (dt.: Der Krug steht auf dem Boden, aber ich kann damit nicht umgehen. Ich nehme ihn auf den Kopf, aber ich kann damit nicht umgehen).
Also rät die Mutter ihr, Pedro um Hilfe zu bitten: 
„Muchacha, si tú no puedes con esa múcura de agua, pa’ que te ayude a cargarla muchacha, ay, llama a San Pedro“ (Mädchen, wenn du mit diesem Wasserkrug nicht zurecht kommst, bitte doch Pedro um Hilfe).
Doch Pedro ist auch überfordert und zerbricht den Krug: 
„Muchacha, quién te rompió tu mucurita de barro? Fue Pedro que me ayudó“ (Mädchen, wer hat denn deinen Krug zerbrochen? Es war Pedro, der mir geholfen hat).

## Coverversionen
Von dem Lied existieren zahlreiche Coverversionen; unter anderem von Benny Moré, Los Panchos, Celia Cruz, Caterina Valente, Selena und Juan Gabriel.